# Pseudolimnophila (Pseudolimnophila) compta
Pseudolimnophila (Pseudolimnophila) compta is een tweevleugelige uit de familie steltmuggen (Limoniidae). De soort komt voor in het Afrotropisch gebied.